# 凤凰山石窟造像
凤凰山石窟造像，位于山东省济宁市邹城市张庄镇圣水池村，是中华人民共和国山东省文物保护单位之一。

## 保护
2006年12月7日，授予山东省文物保护单位，是一座石窟寺及石刻。